# Симеон (Ду)
Єпископ Симеон (кит.: 主教西麦翁, у світі Феодор Семенович Ду, або Ду Жуньчень, кит.: 杜润臣; 11 лютого 1886, Пекін - 3 березня 1965, Шанхай, Китай) — єпископ Китайської автономної православної церкви, єпископ Шанхайський (1950-1965).

## Біографія
Народився 11 лютого 1886 року в Пекіні, в сім'ї псаломщика Російської духовної місії в Пекіні . Його предки були російські козаки-албазинці, які оселилися в Китаї в 1685 році. В 1900 під час боксерського повстання його батько був вбитий, а близькі родичі і він дивом уникли смерті.
З відновленням у 1902 році Російської духовної місії в Китаї виконував обов'язки псаломщика в Стрітенській церкві при російському посольстві в Пекіні. У 1904 році закінчив Пекінську духовну школу при місії, після чого був призначений псаломщиком і катехізатором до місіонерського табору в Шаньхайгуані (провінція Чжилі). У 1906 переведений псаломщиком в Харбін на Благовіщенське подвір'я Пекінської місії.
В 1907 році повернувся до Пекіна, брав участь у підготовці до видання Повного китайсько-російського словника під редакцією начальника Пекінської місії єпископа Переславського Інокентія (Фігуровського)  .
У 1908 році висвячений єпископом Інокентієм (Фігурівським) у диякона. У 1909 році призначений на дияконську посаду на харбінське Благовіщенське подвір'я, також виконував там обов'язки місіонера, економа та завідувача канцелярії  . В 1919 році проводив велику роботу з видання російських підручників для харбінських шкіл.
Після 1919 року служив на парафіях у Шанхаї, Ханькоу, Хаймині, Кайфіні, Чжанде, Вейхое, Баодінфу, Калгані, Мукдені, Ціцікарі і на станції Маньчжурія  . Разом з архієпископом Інокентієм (Фігуровським) та кліром Пекінської місії перейшов у 1922 році до юрисдикції РПЦЗ  .
У 1932 році призначений дияконом до Покровського храму-пам'ятника у Тяньцзіні. У 1934 році зведений у сан протодіакона . В 1939 році Покровський храм був знесений за рішенням японської окупаційної влади  .
16 вересня 1941року висвячений Пекінським архієпископом Віктором (Святиним) в ієрея, призначений настоятелем Інокентіївського храму в Тяньцзіні.
Раніше, за настоятеля протоієрея Сергія Чана (1872—1936), тяньцзіньська Інокентіївська громада відокремилася від архієпископа Віктора і через митрополита Токійського Сергія (Тихомирова) у 1934 році перейшла до юрисдикції Московського Патріарха. Очевидно, призначення настоятелем Інокентіївського храму священика Феодора Ду означало повернення китайської парафії в Тяньцзіні в підпорядкування Пекінському архієрею, який на той час через початок Другої світової війни вже не мав зв'язків із керівництвом РПЦЗ  .
У 1942 році був нагороджений набедренником, камілавкою та золотим наперсним хрестом .
У 1943 році зведений у сан протоієрея.
У 1945 році нагороджений палицею .
Згодом (до 1949) був також удостоєний права носіння мітри . Наприкінці 1945 року разом з архієпископом Віктором (Святиним) та кліром Пекінської єпархії перейшов до юрисдикції Московського Патріархату  .
14 квітня 1949 року архієпископ Віктор у листі до патріарха Московського і всієї Русі Алексія I просив схвалити кандидатуру протоієрея Феодора Ду для поставлення в єпископа Тяньцзіньського, другого вікарія Пекінської єпархії  .

### Єпископське служіння
17 липня 1950 року разом з архієпископом Пекінським і Китайським Віктором прибув до Москви, після чого відбув у Трійце-Сергієву лавру, де був прийнятий Патріархом Алексієм  . Архієпископ Віктор брав участь у засіданнях Священного Синоду, що відбувалися в ці дні. На одному із засідань Синоду було прийнято рішення поставити члена китайської делегації о. Феодора Ду на єпископа Тянь-Цзіньського  .
23 липня 1950 року в Трійці-Сергієвій Лаврі пострижений у чернецтво з ім'ям Симеон і 25 липня 1950 року зведений у сан архімандрита  .
27 липня 1950 року у залі засідань Московської Патріархії відбулося назва архімандрита Симеона на єпископа Тяньцзіньського.
30 липня 1950 року в Патріаршому Богоявленському соборі був хіротонізований на єпископа Тяньцзіньського.  30 серпня з архієпископом Віктором відбув назад до Китаю  . Став першим православним архієреєм із числа китайців  .
26 вересня 1950 року призначений єпископом Шанхайським  .
Після преставлення єпископа Василя 3 січня 1962 , єпископ Симеон залишився єдиним архієреєм, і в Пекіні його ім'я згадувалося за богослужінням після імені Патріарха  .
Помер 3 березня 1965 року у Шанхаї. Не було кому навіть надіслати до Москви повідомлення про його смерть — про цю втрату повідомила харбінська парафіянка Світлана Вшивкіна в листі архімандриту Ювеналію  .

## Публікації
- Мова при нареченні у єпископа Тянь-Цзіньського // Журнал Московської Патріархії. 1950. - № 9. - С. 37-38.
- Поздоровлення, отримані Святішим Патріархом Алексієм до свята Різдва Христового: Православна Церква у Китаї // Журнал Московської Патріархії. 1959. - № 2. - C. 10.
- №548. Додаток до документа №547. Лист єпископа Шанхайського Симеона патріарху Алексію I про становище Російської православної церкви у Китаї // Листи патріарха Алексія I до Ради у справах Російської православної церкви при Раді народних комісарів - Раді міністрів СРСР. - Т. 1. 1945-1953 гг. - С. 621-626.